# SDŽ 391 bis 402
Die SDŽ 391 bis 402II waren schmalspurige Tenderlokomotiven der Bauart Mallet der Serbischen Staatsbahnen Srpske državne železnice (SDŽ).

## Geschichte

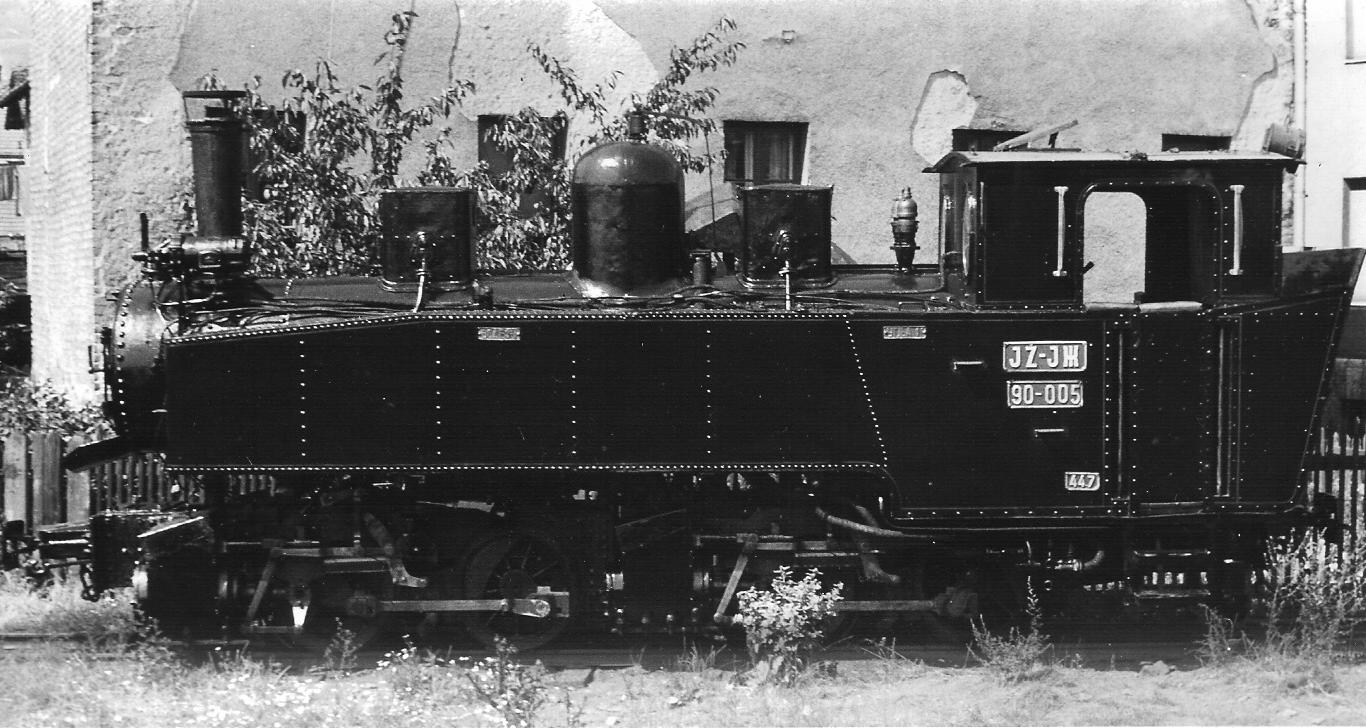
JDZ 90-005 in Sarajevo

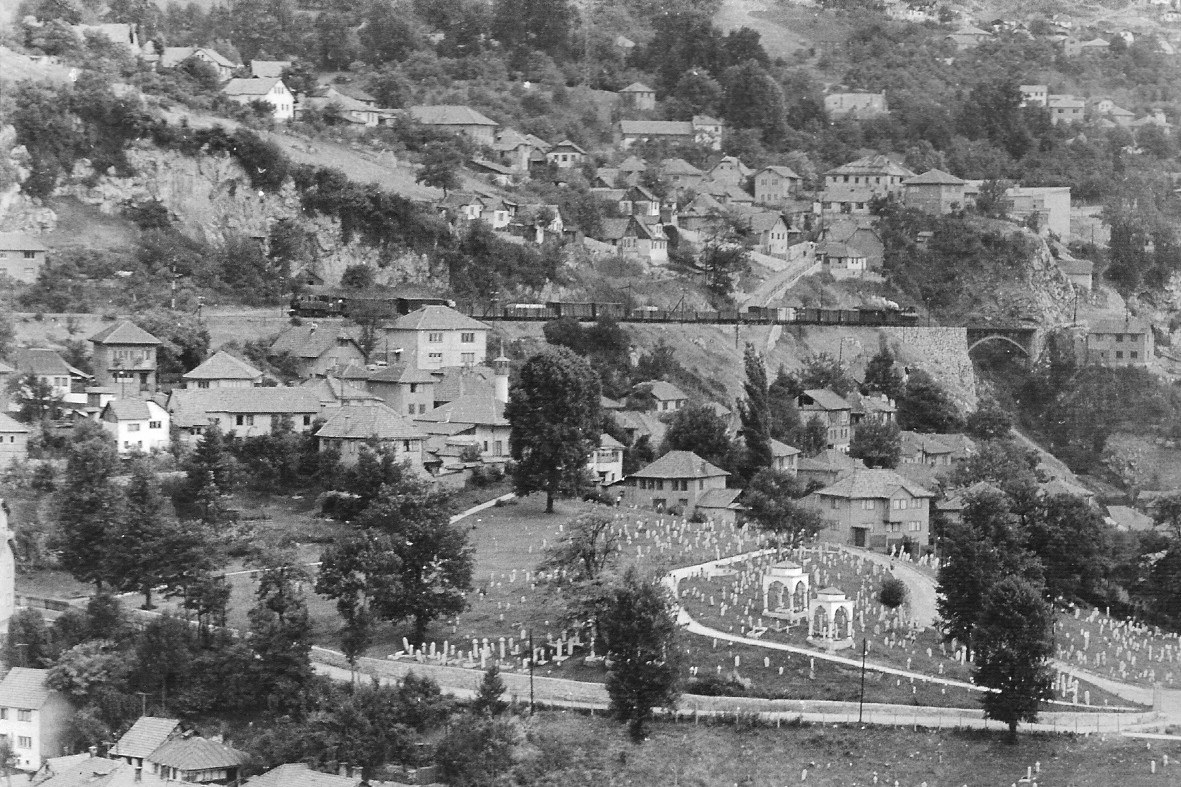
Güterzug in Sarajewo-Bistrik mit 90-005 am Zugschluss (1965)

Für die serbische Kohlenbahn Ćuprija–Senjski Rudnik–Ravna Reka fertigte die Lokomotivfabrik Henschel & Sohn in Kassel 1906 zwei Tenderlokomotiven der Bauart Mallet. Ähnliche Lokomotiven waren zuvor schon für die Kleinbahn Steinhelle–Medebach in Westfalen gebaut worden waren. 1911 lieferte die Aktiengesellschaft für Lokomotivbau Hohenzollern in Düsseldorf zehn weitgehend baugleiche Dampflokomotiven mit den Nummern 393 bis 402. Die Nummern 401 und 402 waren dabei eine Zweitbesetzung der schon zuvor vorhandenen SDŽ 401 bis 402.
Zum Einsatz kamen die Maschinen hauptsächlich auf den krümmungs- und steigungsreichen Strecken Ćuprija–Ravna Reka und Mladenovac–Lajkovac. Aber auch zwischen Stalać und Užice kamen sie offenbar fallweise zum Einsatz, obwohl sie nur recht kleine Vorräte für diese lange Strecke mitführten. Abgesehen von den Lokomotiven 361 bis 375 waren zu diesem Zeitpunkt aber keine anderen dafür brauchbaren Lokomotiven bei der SDŽ vorhanden.
Während des Ersten Weltkrieges wurden fünf der Lokomotiven durch die Deutsche Heeresfeldbahn beschlagnahmt und abtransportiert. Drei der Lokomotiven blieben zu Kriegsende auf einem Militärtransport im Bahnhof Praha-Bubny zurück. Die Fahrzeuge wurden dort von der Tschechoslowakischen Armee beschlagnahmt und in deren Bestand eingereiht.
Drei weitere Lokomotiven kamen während des Ersten Weltkrieges zur k.u.k. Heeresbahn. Eine dieser Lokomotiven befand sich am Ende des Krieges zur Instandsetzung bei der Firma Karl Finze in Teplitz-Schönau/Nordböhmen (heute Teplice). Auch diese Lokomotive kam schließlich zur Tschechoslowakischen Armee.
Nach dem Ersten Weltkrieg verblieben in Serbien somit nur noch acht Lokomotiven. Sie erhielten von den Eisenbahnen des Königreichs der Serben, Kroaten und Slowenen die neuen Nummern 13001 bis 13008. Ihr Haupteinsatzgebiet blieb die Strecke Ćuprija–Ravna Reka, wo sie wegen der engen Radien durch keine anderen Lokomotiven ersetzt werden konnten. Ansonsten kamen sie aufgrund ihrer geringen Leistung eher nur für untergeordnete Dienste zum Einsatz, hauptsächlich auf krümmungsreichen Strecken (unter anderem auch auf der Steinbeisbahn).
Die Jugoslawische Staatsbahnen (JDŽ) zeichnete 1933 noch sieben Lokomotiven in 90-001 bis 90-007 um. Erst am Ende der 1960er Jahre wurden sie ausgemustert und verschrottet. Von der JDŽ-Reihe 90 blieb keine Lokomotive museal erhalten.

### Die Reihe U 47.0 in der Tschechoslowakei

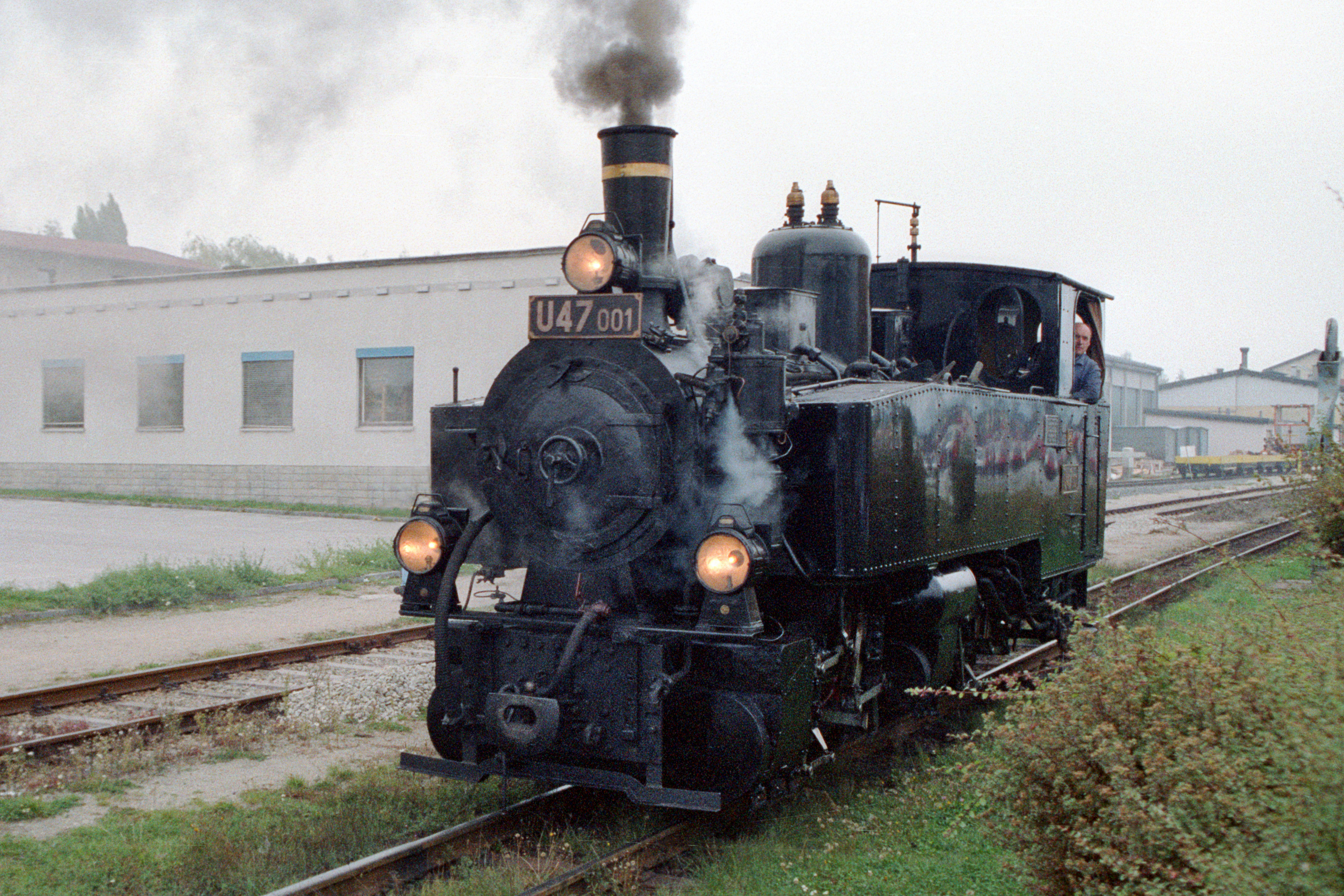
U 47.001 nach einer Hauptuntersuchung zu Gast auf den Waldviertler Schmalspurbahnen (1992)

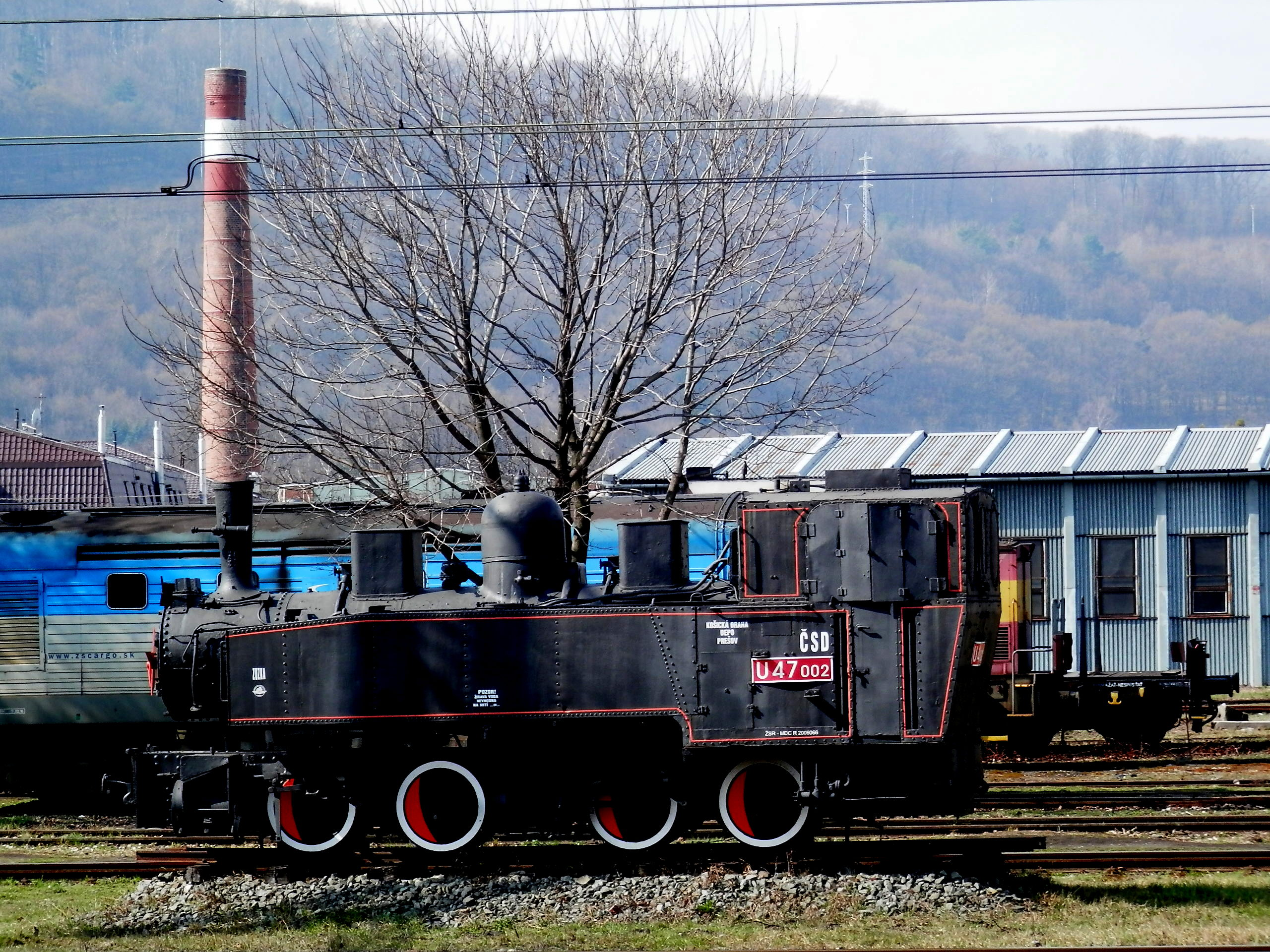
U 47.002 als Denkmal in Prešov (2016)

Im November 1920 erwarben die Tschechoslowakischen Staatsbahnen (ČSD) die drei in Prag verbliebenen Lokomotiven. Eingesetzt wurden sie fortan mit den alten SDŽ-Nummern in Südböhmen auf den Schmalspurbahnen um Jindřichův Hradec. 1924 erhielten sie die neuen ČSD-Nummern U 47.001 bis U 47.003. Auch die in Teplitz-Schönau verbliebene Lokomotive wurde 1930 als U 47.004 von den ČSD angekauft.
Die vier Lokomotiven verblieben bis zu ihrer Ausmusterung fast ununterbrochen auf dem Schmalspurnetz von Jindřichův Hradec im Einsatz. Erst im Zusammenhang mit der Lieferung der ersten neuen Diesellokomotiven der ČSD-Baureihe T 47.0 im Jahre 1954 wurden Lokomotiven umstationiert. Die U 47.003 wurde im Juni 1955 zur Schmalspurbahn Třemešná ve Slezsku–Osoblaha versetzt, die U 47.002 kam 1959 zur Pioniereisenbahn Prešov. Die Lokomotiven U 47.003 und U 47.004 wurden 1961 als erste ausgemustert und bald darauf verschrottet.
Die U 47.001 wurde hingegen 1966 vom Technischen Nationalmuseum Prag erworben. Nach langer Abstellzeit im Freigelände des Museums wurde sie schließlich 1986 wieder betriebsfähig aufgearbeitet. Seitdem kam sie gelegentlich vor den Museumszügen in Jindřichův Hradec zum Einsatz. Im Dezember 2017 endete der Mietvertrag mit den Jindřichohradecké místní dráhy (JHMD), seitdem ist sie im nicht betriebsfähigen Zustand im Museumsdepot Chomutov hinterstellt.
Die U 47.002 war ebenfalls bis 1966 bei der Pioniereisenbahn in Prešov noch in Betrieb. Sie wurde später als Denkmal am Lokomotivdepot Prešov aufgestellt, wo sie 2024 immer noch vorhanden war.

## Lokomotivliste
Erhaltene Lokomotiven sind hervorgehoben
| Hersteller   | Fabriks- Nummer | Baujahr | SDŽ-Nr. bis 1919 | kukHB-Nr. | ČSD-Nr. ab 1924 | SHS-Nr. bis 1933 | JDŽ-Nr. ab 1933 | ausgemustert | Verbleib                                                                                 | Anmerkung   |
| ------------ | --------------- | ------- | ---------------- | --------- | --------------- | ---------------- | --------------- | ------------ | ---------------------------------------------------------------------------------------- | ----------- |
| Henschel     | 7930            | 1906    | 391              | –         | U 47.001        | –                | –               | 1965/09      | 1966: Technisches Nationalmuseum Prag 1986: Einsatz bei JHMD 2017: Museumsdepot Chomutov | Ausstellung |
| Henschel     | 7931            | 1906    | 392              | IVd 4201  | U 47.004        | –                | –               | 1961/07      |                                                                                          |             |
| Hohenzollern | 2787            | 1911    | 393              | –         | –               | IVa4 13001       | 90-001          |              |                                                                                          |             |
| Hohenzollern | 2788            | 1911    | 394              | –         | U 47.002        | –                | –               | 1966/04      | Denkmal in Prešov                                                                        | Denkmal     |
| Hohenzollern | 2789            | 1911    | 395              | –         | –               | IVa4 13002       | 90-002          |              |                                                                                          |             |
| Hohenzollern | 2790            | 1911    | 396              | –         | –               | IVa4 13003       | 90-003          |              |                                                                                          |             |
| Hohenzollern | 2791            | 1911    | 397              | –         | –               | IVa4 13004       | 90-004          |              |                                                                                          |             |
| Hohenzollern | 2792            | 1911    | 398              | IVe 4251  | –               | IVa4 13005       | 90-005          |              |                                                                                          |             |
| Hohenzollern | 2793            | 1911    | 399              | –         | U 47.003        | –                | –               | 1961/12      |                                                                                          |             |
| Hohenzollern | 2794            | 1911    | 400              | –         | –               | IVa4 13006       | 90-006          |              |                                                                                          |             |
| Hohenzollern | 2795            | 1911    | 401II            | –         | –               | IVa4 13007       | –               |              |                                                                                          |             |
| Hohenzollern | 2796            | 1911    | 402II            | IVe 4252  | –               | IVa4 13008       | 90-007          |              |                                                                                          |             |

| Bahngesellschaft                                      | Bahngesellschaft                              | Zeitraum      |
| ----------------------------------------------------- | --------------------------------------------- | ------------- |
| SDŽ                                                   | Srpske državne železnice                      | 1889 bis 1919 |
| k.u.k. HB                                             | k.u.k. Heeresbahn                             | 1914 bis 1918 |
| ČSD                                                   | Československé státní dráhy                   | 1918 bis 1992 |
| SHS                                                   | Železnice Kraljevine Srba, Hrvata i Slovenaca | 1919 bis 1929 |
| JDŽ                                                   | Jugoslovenske Državne Železnice               | 1929 bis 1954 |
| JŽ                                                    | Jugoslovenske Železnice                       | 1954 bis 1991 |
| Die Umzeichnung von SHS auf JDŽ fand erst 1933 statt. |                                               |               |